# Monumento à Mãe Protetora
O Monumento à Mãe Protetora, (em chuvache «Анне-Пирĕшти» палăкĕ, em russo:  Мать-Покровительница) é um edifício na Praça Vermelha da cidade de Cheboksary, capital da Chuváchia, na Federação Russa.

## História
O projeto foi do primeiro presidente da Chuváchia, Nikoláj Vasíl’evič Fëdorov. A altura é de 46 metros e é obra de  Vladimir Nagornov, em cooperação com A. Trofimov (consultor científico) e com os arquitetos V. Filatovym, Ju. Novoselovym, A. Orešnikovym. Uma epígrafe aos pés do monumento diz "Bem aventurados os meus filhos, que vivem na paz e no amor".
O ex pároco da Igreja da Dormição de Maria de Cheboksary, Andrej Berman criticou muito Barnabé, metropolita de Cheboksary e de toda a Chuváchia, por idolatria, porque benzeu o monumento 

## Galeria

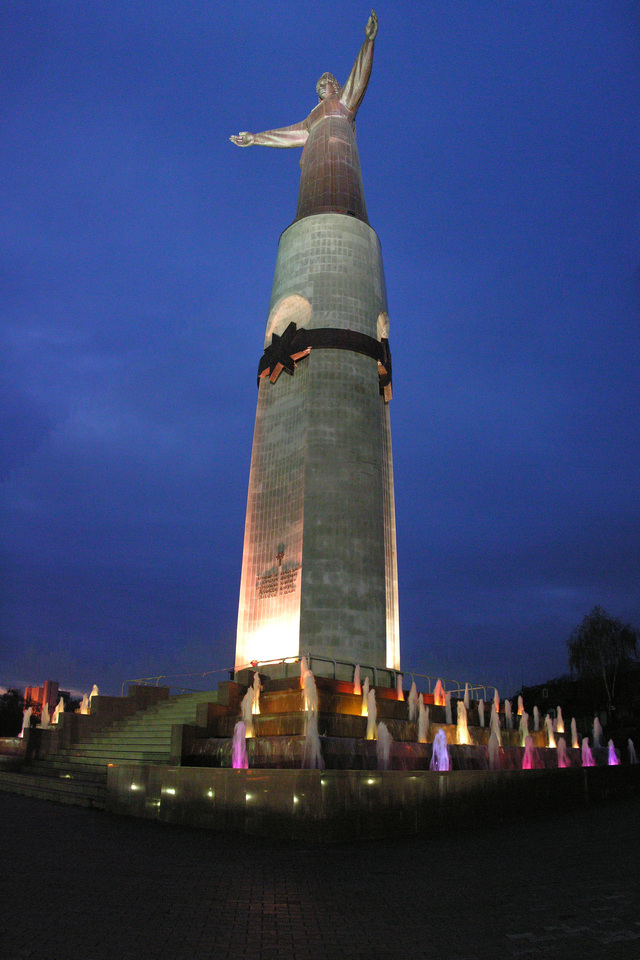
O monumento à noite